# Nurmuchambet Äbdibekow
Nurmuchambet Qanapijauly Äbdibekow (kasachisch Нұрмұхамбет Қанапияұлы Әбдібеков, russisch Нурмухамбет Канапиевич Абдибеков Nurmuchambet Kanapijewitsch Abdibekow; * 21. Dezember 1961 in Arkalyk, Kasachische SSR) ist ein kasachischer Politiker. Er ist seit September 2018 Vorstandsvorsitzender von Kazakhstan Engineering.

## Leben
Nurmuchambet Äbdibekow wurde 1961 in Arkalyk geboren. Er studierte am Bergbauinstitut in Moskau, wo er 1984 seinen Abschluss machte. Er begann seine berufliche Laufbahn in einer Phosphatmine in Oktjabrsk im Gebiet Aqtöbe. Von 1993 bis 1995 arbeitete er als leitender Forscher am Standort des westlichen Zweiges der Kasachischen Akademie der Wissenschaften in Aqtöbe für mineralische Rohstoffe. Zwischen Januar 1995 und Februar 1996 war er stellvertretender Direktor des Unternehmens Kaysarzhan.
Im Jahr 1996 war er Leiter der Abteilung für Energie und Mineralressourcen des Amtes für Industrie und Handel der Verwaltung des Gebietes Aqtöbe. Von 1997 bis 1998 war er Leiter der Abteilung für Außenwirtschaftspolitik und Investitionen der regionalen Verwaltung des Gebietes Aqtöbe und anschließend war er bis 2003 Leiter der Abteilung für Wirtschaft des Gebietes Aqtöbe. Im Jahr 2003 war er Leiter der Abteilung für Handel und Industrie sowie zuständig für die Unterstützung kleiner Unternehmen des Gebietes Atyrau. Zwischen Oktober 2004 und Dezember 2007 war er stellvertretender Äkim (Gouverneur) des Gebietes Aqtöbe und anschließend stellvertretender Vorstandsvorsitzender des Unternehmens Batys. 2009 war er Leiter der Abteilung für Raumentwicklungsstrategie der Nationalen Raumfahrtagentur Kasachstans und von Dezember 2009 bis März 2010 Vorsitzender des Ausschusses für Industrie im Ministerium für Industrie und Handel. Anschließend bekleidete er den Posten des stellvertretenden Ministers für Industrie und Handel und nach der Auflösung dieses Ministeriums ab April 2010 war er stellvertretender Minister für Industrie und neue Technologien. Im Juli 2011 wurde er zum Bürgermeister der Stadt Aqtöbe ernannt. Diesen Posten hatte er bis Februar 2012 inne und wurde dann erster stellvertretender Äkim des Gebietes Aqtöbe. Am 20. Juni 2014 wurde er zum Äkim des Gebietes Qaraghandy ernannt. Seit März 2017 ist er Vorsitzender des Rechnungsprüfungsausschusses für die Kontrolle des republikanischen Budgets. Diesen Posten bekleidete er bis zum 20. Februar 2018.
Seit dem 28. September 2018 ist Äbdibekow Vorstandsvorsitzender des staatlichen Unternehmens Kazakhstan Engineering.